# Adiantum delicatulum
Adiantum delicatulum är en kantbräkenväxtart som beskrevs av Carl Friedrich Philipp von Martius. Adiantum delicatulum ingår i släktet Adiantum och familjen Pteridaceae. Inga underarter finns listade.